# 第4高射特科群
第4高射特科群（だいよんこうしゃとっかぐん、JGSDF 4th Antiaircraft Artillery Group）は、陸上自衛隊名寄駐屯地（北海道名寄市）に駐屯する第1高射特科団隷下の高射特科部隊である。

## 概要
群長は1等陸佐（二）が充てられ、地対空誘導弾改良ホーク改善Ⅲ型を運用し、北海道北部地区を中心とする北部方面隊担任地域の防空を主任務とする。1972年（昭和47年）3月に4番目のホーク部隊として名寄駐屯地に新編され、第1高射団（現：第1高射特科団）に編合された。

## 沿革
- 1972年（昭和47年）3月24日：第1特科団第118特科大隊（M1 90mm高射砲を装備）を改編して、第4高射特科群が名寄駐屯地において編成完結。同日に新編された第1高射団隷下に編合。
- 1976年（昭和51年）8月20日：第1高射団が第1高射特科団に称号変更され隷下に編合。
- 1982年（昭和57年）3月25日：改良ホークへの換装により、第315、第316、第317、第318高射中隊および第105高射直接支援隊が改編。
- 1996年（平成08年）3月31日：改良ホーク改善Ⅲ型への換装を完了。
- 2000年（平成12年）3月28日：後方支援体制変換に伴い、第105高射直接支援隊を廃止し、整備部門を北部方面後方支援隊第101高射直接支援大隊第2直接支援中隊へ移管。

## 部隊編成
- 第4高射特科群本部
- 本部管理中隊「4高群-本」
  - 中隊本部
  - 群本部勤務班
  - 運用小隊
  - 管理小隊
  - 通信レーダ小隊
  - 衛生小隊
  - 補給班
- 第315高射中隊「4高群-315」
- 第316高射中隊「4高群-316」
- 第317高射中隊「4高群-317」
- 第318高射中隊「4高群-318」
- 第304高射搬送通信中隊「304高搬通」

## 整備支援部隊
- 第105高射直接支援隊「105高直支」（名寄駐屯地）：1972年（昭和47年）3月24日（新編）から2000年（平成12年）3月27日（廃止）の間。
- 北部方面後方支援隊第101高射直接支援大隊第2直接支援中隊「101高直支-2」（名寄駐屯地）：2000年（平成12年）3月28日から。

## 主要幹部
| 官職名          | 階級    | 氏名     | 補職発令日     | 前職                                            |
| --------------- | ------- | -------- | -------------- | ----------------------------------------------- |
| 第4高射特科群長 | 1等陸佐 | 齋藤良平 | 2025年08月01日 | 陸上幕僚監部運用支援・訓練部運用支援課 企画班長 |

| 代 | 氏名       | 在職期間                        | 前職                                                   | 後職                                                      |
| -- | ---------- | ------------------------------- | ------------------------------------------------------ | --------------------------------------------------------- |
| 01 | 久保一臣   | 1972年03月24日 - 1973年03月15日 | 第1特科団本部付                                        | 西部方面総監部付                                          |
| 02 | 山室亙     | 1973年03月16日 - 1974年07月15日 | 陸上自衛隊高射学校勤務                                 | 陸上幕僚監部第4部勤務                                     |
| 03 | 瀬川忠行   | 1974年07月16日 - 1976年08月01日 | 陸上自衛隊高射学校勤務                                 | 陸上自衛隊高射学校勤務                                    |
| 04 | 田中一馬   | 1976年08月02日 - 1978年03月15日 | 第1高射団本部高級幕僚                                  | 陸上自衛隊高射学校勤務                                    |
| 05 | 伊藤禎三   | 1978年03月16日 - 1980年03月16日 | 第2高射特科団本部高級幕僚                              | 陸上自衛隊高射学校学校教官                                |
| 06 | 川東守道   | 1980年03月17日 - 1981年07月31日 | 第1混成団本部勤務                                      | 陸上幕僚監部調査部調査第1課 業務班長                      |
| 07 | 久保山弥八 | 1981年08月01日 - 1983年07月31日 | 陸上幕僚監部調査部調査第2課 調査第3班長                | 技術研究本部 技術開発官（誘導武器担当）付 第1班長         |
| 08 | 酒勾赳     | 1983年08月01日 - 1985年08月07日 | 東部方面総監部調査部資料課長                           | 陸上自衛隊高射学校学校教官                                |
| 09 | 梅田榮次   | 1985年08月08日 - 1987年03月15日 | 陸上自衛隊高射学校研究員                               | 陸上自衛隊高射学校学校教官                                |
| 10 | 春木政義   | 1987年03月16日 - 1988年07月06日 | 陸上幕僚監部人事部人事計画課 予備自衛官班長            | 自衛隊山形地方連絡部長                                    |
| 11 | 村上則夫   | 1988年07月07日 - 1990年07月31日 | 陸上幕僚監部副監察官                                   | 防衛研究所所員                                            |
| 12 | 山澤祥佑   | 1990年08月01日 - 1993年03月31日 | 陸上幕僚監部調査部付                                   | 防衛研究所所員                                            |
| 13 | 蓑毛順次   | 1993年04月01日 - 1995年03月22日 | 陸上幕僚監部装備部武器・化学課 誘導武器班長            | 技術研究本部 技術開発官（誘導武器担当）付 総括室長        |
| 14 | 松永國博   | 1995年03月23日 - 1997年07月31日 | 陸上幕僚監部装備部開発課 総括班長                      | 陸上自衛隊幹部学校主任教官                                |
| 15 | 植木一生   | 1997年08月01日 - 1999年03月31日 | 陸上自衛隊幹部学校総務部総務課長                       | 第2高射特科団副団長                                       |
| 16 | 師富敏幸   | 1999年04月01日 - 2000年06月29日 | 陸上幕僚監部防衛部研究課 研究班長                      | 陸上幕僚監部調査部調査課長                                |
| 17 | 平野治征   | 2000年06月30日 - 2002年03月21日 | 中央資料隊付                                           | 情報本部計画部長                                          |
| 18 | 新保正好   | 2002年03月22日 - 2003年07月31日 | 陸上幕僚監部装備部武器・化学課 誘導武器班長            | 中部方面総監部総務部長                                    |
| 19 | 門司佳久   | 2003年08月01日 - 2005年12月04日 | 第1高射特科団本部高級幕僚                              | 陸上自衛隊高射学校第1教育部長                             |
| 20 | 熊野敦記   | 2005年12月05日 - 2008年07月31日 | 女性自衛官教育隊長                                     | 陸上自衛隊北海道補給処総務部長                            |
| 21 | 早川浩司   | 2008年08月01日 - 2010年03月31日 | 陸上自衛隊研究本部研究員                               | 第1高射特科団副団長                                       |
| 22 | 東泊優     | 2010年04月01日 - 2011年07月31日 | 東部方面総監部人事部援護業務課長                       | 第1高射特科団副団長                                       |
| 23 | 水野文雄   | 2011年08月01日 - 2013年07月31日 | 東部方面総監部防衛部防衛課長                           | 陸上自衛隊研究本部主任研究開発官                          |
| 24 | 大橋智     | 2013年08月01日 - 2015年08月03日 | 陸上幕僚監部人事部人事計画課 企画班長                  | 西部方面総監部人事部長                                    |
| 25 | 池田茂之   | 2015年08月04日 - 2017年03月26日 | 陸上幕僚監部衛生部企画室勤務                           | 第1高射特科団副団長                                       |
| 26 | 木村顕継   | 2017年03月27日 - 2018年07月31日 | 陸上幕僚監部運用支援・情報部 運用支援課運用支援第1班長 | 陸上幕僚監部指揮通信システム・情報部 指揮通信システム課長 |
| 27 | 末永吉孝   | 2018年08月01日 - 2021年07月31日 | 陸上自衛隊高射学校研究部長                             | 陸上自衛隊教育訓練研究本部勤務                            |
| 28 | 𠮷田修造   | 2021年08月01日 - 2023年07月31日 | 東部方面総監部人事部人事課長                           | 自衛隊滋賀地方協力本部長                                  |
| 29 | 南俊之     | 2023年08月01日 - 2025年07月31日 | 統合幕僚監部運用部運用第2課 災害派遣班長               |                                                           |
| 30 | 齋藤良平   | 2025年08月01日 -                | 陸上幕僚監部運用支援・訓練部運用支援課 企画班長        |                                                           |

## 主要装備
- 地対空誘導弾改良ホーク改善Ⅲ型
- 対空戦闘指揮装置
- 対空レーダ装置 JTPS-P14
- 1/2tトラック / 73式小型トラック
- 1 1/2tトラック / 73式中型トラック
- 3 1/2tトラック / 73式大型トラック
- 89式5.56mm小銃
- 84mm無反動砲
- 防護マスク4型